# Presentationsprogram
Ett presentationsprogram är ett datorprogram för skapande och visning av bildspel.

## Exempel på presentationsprogram
- Lotus Presentations
- LibreOffice Impress
- Microsoft Powerpoint
- Corel Presentations
- Apple Keynote
- KOffice KPresenter
- Prezi – med en oändlig presentationsyta, vilket underlättar vid användning av tankekartor ("mindmaps")
- Google Drive